# 부성주의 사건
부성주의 사건(2003헌가5)은 대한민국 헌법재판소 판례이다.

## 사실관계
제청신청인은 양부의 성을 따르기 원하면서 서울지방법원 북부지원에 호적정정 신청을 하고 그 사건 계속 중 민법 제781조 제1항 본문 "자는 부의 성과 본을 따르고"가 헌법에 위반된다고 주장하며 위헌법률심판제청을 신청하였고 법원은 받아 들였다.

## 관련조문

##### 민법 제781조 (자의 입적, 성과 본)
① 자는 부의 성과 본을 따르고 부가에 입적한다. 다만, 부가 외국인인 때에는 모의 성과 본을 따를 수 있고 모가에 입적한다.

## 이유
성명은 개인의 정체성과 개별성을 나타내는 인격의 상징으로서 개인이 사회 속에서 자신의 생활영역을 형성하고 발현하는 기초가 되는 것이라 할 것이므로 자유로운 성의 사용 역시 헌법상 인격권으로부터 보호된다고 할 수 있다. 개인의 인격권을 침해하는 것이거나 개인의 존엄과 양성의 평등에 반하는 내용으로 가족제도를 형성할 수 없는 입법형성의 한계가 존재한다.
부의 혈통만이 성으로 표현되고 모의 혈통은 성에 반영되지 않게 되어 개인의 혈통관계가 모두 성에 반영되지 못한다. 대다수의 사회 구성원은 여전히 부성주의를 자연스러운 생활양식으로 받아드리며 어떤 성을 사용하느냐에 따라 가족법상의 권리의무나 법적 지위가 달라지지 않는다.
하지만 예외적인 모성 부여와 예외적인 부성 변경이 필요하다. 부성주의를 규정한 것 자체는 헌법에 위반된다고 할 수 없으나 부성주의에 대한 예외를 규정하지 않고 있는 것은 인격권을 침해하고 개인의 존엄과 양성의 평등에 반하는 것이어서 헌법에 위반된다. (불합치결정을 내림)

## 참고 문헌
- 민법 제781조제1항위헌제청 - 헌법재판소>사건정보 보관됨 2015-05-21 - 웨이백 머신

## 같이 보기
- 부성주의
- 대한민국 민법 제781조